# Superpohár UEFA 2012
Superpohár UEFA 2012 byl 37. ročník jednozápasové soutěže zvané Superpohár UEFA, pořádané Evropskou fotbalovou asociací UEFA. Zápas se odehrál 31. srpna 2012 na stadionu Stade Louis II. v knížectví Monako. V zápase se každoročně utkává vítěz Ligy mistrů s vítězem Evropské ligy. Účastníky byli vítěz Ligy mistrů UEFA 2011/12 - anglická Chelsea a vítěz Evropské ligy UEFA 2011/12 - španělské Atlético Madrid.
Samotný zápas vyhrál držitel titulu z Evropské ligy - Atlético Madrid, které zvítězilo 1-4. Svým hattrickem se blýskl kolumbijský útočník Radamel Falcao a další branku vítězů přidal Miranda. Atlético Madrid získalo již své 2. prvenství v této soutěži, poprvé se tak stalo v ročníku 2010.

## Místo konání
Superpohár UEFA 2012 se hrál na stadionu Stade Louis II. v Monaku. Stadion má kapacitu 18 523 diváků a byl otevřen v roce 1939 aby v roce 1985 prošel rekonstrukcí.
Superpohár se na tomto stadionu hrál nepřetržitě od roku 1998, letošní ročník je byl poslední který se odehrál právě v Monaku. Od příštího ročníku se pořadatelské země budou střídat. V roce 2013 se bude hrát v pražské Eden Aréně.

## Zajímavosti
- Pokud by zápas skončil nerozhodným výsledkem v normální hrací době, následovalo by 30 minut prodloužení. Pokud by i poté nebylo rozhodnuto, následoval by penaltový rozstřel.
- Superpohár se v Monaku konal patnáctkrát v řadě, další rok se ale už hrál v České republice.
- Radamel Falcao zaznamenal tři branky, to se v Superpoháru naposledy povedlo Terrymu McDermottovi z Liverpoolu v ročníku 1977.
- Zápas se odehrál při teplotě 19 °C a vlhkosti vzduchu 60%.
- Superpohár byl řízen šesticí rozhodčích ze Slovinska v čele s hlavním sudím, kterým byl Damir Skomina.

## Statistiky zápasu
| 31. srpna 2012 20:45 |        |                                         |                                                                |
| Chelsea FC           | 1 – 4  | Atlético Madrid                         | Stade Louis II., Monako diváci: 14 312 rozhodčí: Damir Skomina |
| Cahill 75'           | Report | Radamel Falcao 6', 19', 45' Miranda 60' | Stade Louis II., Monako diváci: 14 312 rozhodčí: Damir Skomina |

| Chelsea | Atlético Madrid |

| CHELSEA:          |    |                    |     |     |
|                   |    |                    |     |     |
| B                 | 1  | Petr Čech          |     |     |
| O                 | 2  | Branislav Ivanović | 28' |     |
| O                 | 24 | Gary Cahill        |     |     |
| O                 | 4  | David Luiz         |     |     |
| O                 | 3  | Ashley Cole        |     | 90' |
| Z                 | 8  | Frank Lampard      |     |     |
| Z                 | 12 | John Obi Mikel     |     |     |
| Z                 | 7  | Ramires            |     | 46' |
| Z                 | 10 | Juan Manuel Mata   |     | 81' |
| Z                 | 17 | Eden Hazard        |     |     |
| Ú                 | 9  | Fernando Torres    |     |     |
| Náhradníci:       |    |                    |     |     |
| B                 | 22 | Ross Turnbull      |     |     |
| O                 | 34 | Ryan Bertrand      |     | 90' |
| Z                 | 6  | Oriol Romeu        |     |     |
| Z                 | 11 | Oscar              |     | 46' |
| Z                 | 16 | Raul Meireles      |     |     |
| Ú                 | 23 | Daniel Sturridge   |     | 81' |
| Ú                 | 13 | Victor Moses       |     |     |
| Trenér:           |    |                    |     |     |
| Roberto Di Matteo |    |                    |     |     |

| ATLÉTICO MADRID: |    |                    |  |     |
|                  |    |                    |  |     |
| B                | 13 | Thibaut Courtois   |  |     |
| O                | 20 | Juanfran           |  |     |
| O                | 2  | Diego Godín        |  |     |
| O                | 23 | Miranda            |  |     |
| O                | 3  | Filipe Luís        |  |     |
| Z                | 4  | Mario Suárez       |  |     |
| Z                | 14 | Gabi               |  |     |
| Z                | 7  | Adrián Lopez       |  | 56' |
| Z                | 6  | Koke               |  | 81' |
| Z                | 11 | Arda Turan         |  |     |
| Ú                | 9  | Radamel Falcao     |  | 87' |
| Náhradníci:      |    |                    |  |     |
| B                | 25 | Sergio Asenjo      |  |     |
| O                | 17 | Sílvio             |  |     |
| O                | 18 | Cata Díaz          |  |     |
| Z                | 8  | Raúl García        |  | 81' |
| Z                | 21 | Emre Belözoğlu     |  | 87' |
| Z                | 11 | Cristian Rodríguez |  | 56' |
| Ú                | 19 | Diego Costa        |  |     |
| Trenér:          |    |                    |  |     |
| Diego Simeone    |    |                    |  |     |

| Muž zápasu: Radamel Falcao (Atlético Madrid) Asistenti rozhodčího: Primož Arhar Matej Žunič Čtvrtý rozhodčí: Bojan Ul Brankoví rozhodčí: Matej Jug Slavko Vinčić |

## Vítěz
| Superpohár UEFA 2012 Atlético Madrid (2. vítězství) |